# Murmanit
Murmanit ist ein seltenes Mineral aus der Mineralklasse der „Silikate und Germanate“ (Gruppensilikate). Es kristallisiert im triklinen Kristallsystem mit der idealisierten chemischen Zusammensetzung Na2Ti2Na2Ti2(Si2O7)2O4(H2O)4 – ist also ein wasserhaltiges Natrium-Titan-Silikat mit zusätzlichen Oxid-Ionen. Strukturell gehört Murmanit zu den Gruppensilikaten (Sorosilikaten).
Murmanit bildet nur selten gut ausgebildete Kristalle, die dann bis zu 2 cm Größe erreichen können. Viel häufiger sind flockige und blätterige sowie radialstrahlige und feinkörnige Aggregate. Er tritt innerhalb von Alkaligesteinskomplexen in Pegmatiten und vergesellschafteten magmatischen Gesteinen entweder als primärmagmatisches Mineral oder als Umwandlungsprodukt von Lomonosovit auf und wird von Lomonosovit, Aegirin, Arfvedsonit, Neptunit, Mikroklin, Albit, Natrolith, Analcim, Nephelin, Sodalith, Eudialyt, Lorenzenit, Lamprophyllit, Rinkit und Ussingit begleitet.
Für den Murmanit existieren zwei gemeinsame (Co-)Typlokalitäten: das Flusstal des Tschinglusuai (Чинглусуай) und die Kare am Raslak (Цирки Раслака), beide in den Lowosero-Tundren in der Oblast Murmansk auf der Halbinsel Kola in Russland. Bis auf wenige Ausnahmen befinden sich auch alle weiteren Fundstellen für Murmanit in den Chibinen und den Lowosero-Tundren in Russland.

## Etymologie und Geschichte

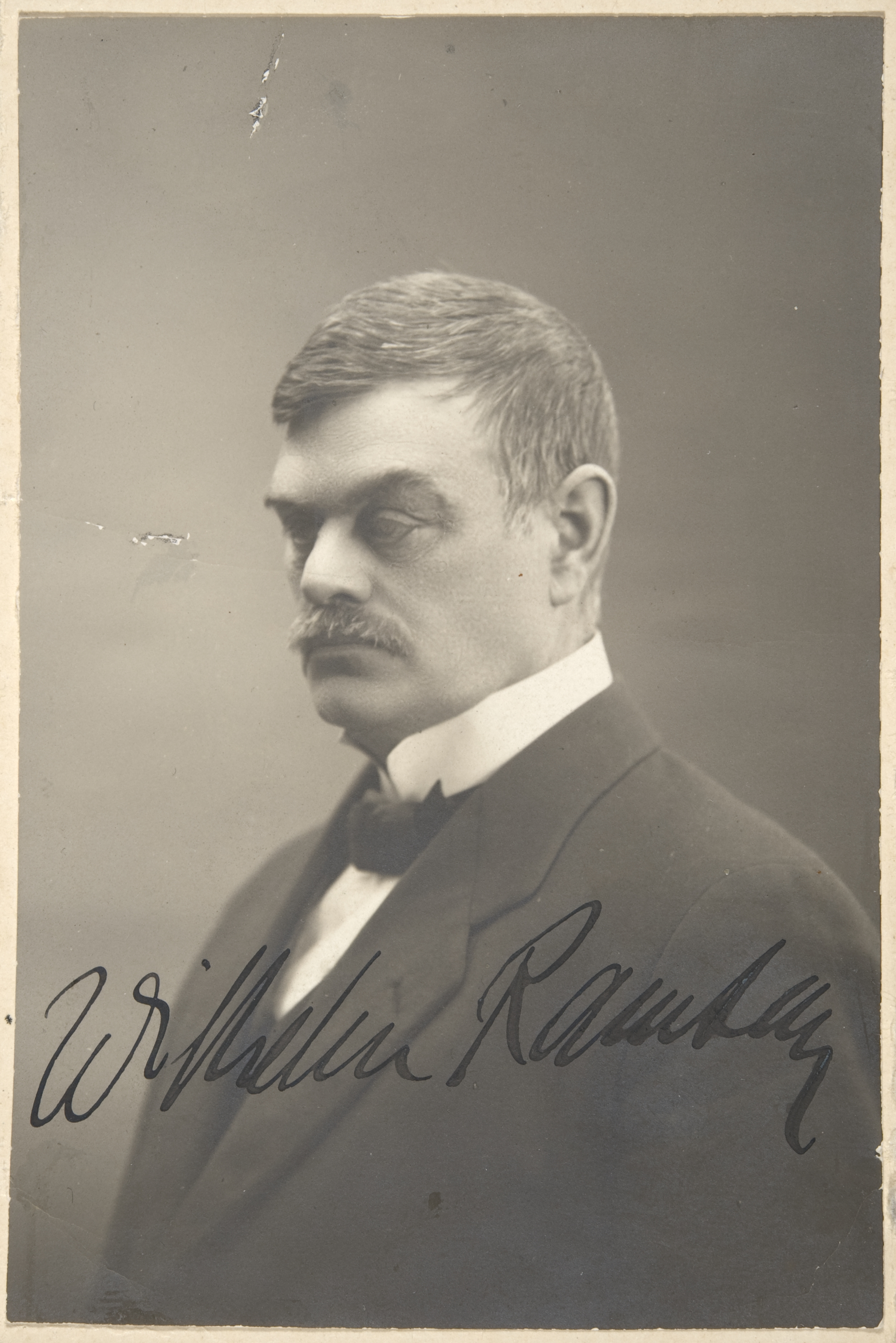
Wilhelm Ramsay – der Erstfinder des Minerals Murmanit

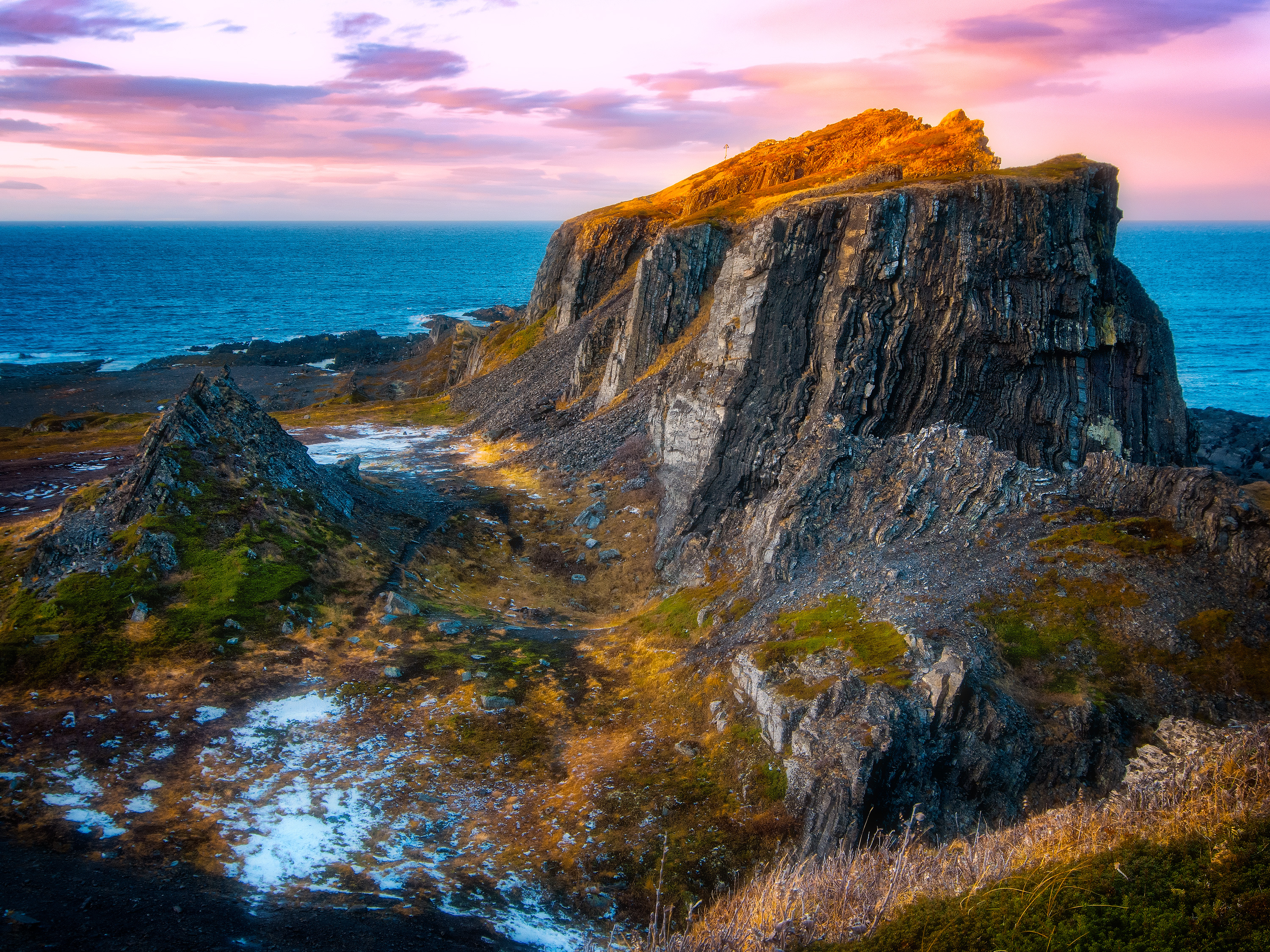
Kap Kekurski (Мыс Кекурский) auf der Fischerhalbinsel (Полуо́стров Рыба́чий). Beide befinden sich an der Nordküste der Halbinsel Kola – die in Russland auch als Murmanküste bezeichnet wurde. Nach dieser Küste ist das Mineral Murmanit benannt.

Das heute als Murmanit bekannte Mineral wurde erstmals von Wilhelm Ramsay in den Lowosero-Tundren gefunden und wie folgt charakterisiert:

„(3). Ein anderes von den in der Grenzvarietät des Nephelinsyenits auftretenden neuen Mineralien besteht aus bis zu einem cm langen und einen halben cm breiten tafelartigen violettrothen, bronzeschillernden Krystallen.“

Im Jahre 1923 wurde im Zuge der Expeditionen von Akademiemitglied Alexander Jewgenjewitsch Fersman in den Lowosero-Tundren dieses erstmals von Ramsay beschriebene Mineral wiederentdeckt. Das anfänglich nur in kleinen Mengen gefundene Mineral erhielt im Bericht von A. E. Fersman nach der auffallenden Farbe und der sehr vollkommenen Spaltbarkeit zunächst den Arbeitsnamen Violophyllit (russisch виолофиллит wiolofillit). Weitere Expeditionen in die Lowosero-Tundren in den Jahren 1924–1926 wiesen Vorkommen dieses Minerals im Tschinglusuai-Tal und in den Raslak-Karen am Berg Kedykwerpachk nach.
Bereits 1926 konnte Fersman in der ersten Arbeit, in welcher dem westlichen Publikum die neuen Minerale aus den Chibinen und Lowosero-Tundren vorgestellt wurden, konstatieren:

“Murmanite. This is a violet, scaly mineral with a perfect micaceous cleavage, and a semimetallic luster, occurring both in Hibina-Toundra (rare), and in Lujavr-urt (in beautiful plates of considerable size).”

„Murmanit. Dies ist ein violettes, schuppiges Mineral mit einer perfekten glimmerartigen Spaltbarkeit und einem halbmetallischen Glanz, das sowohl in Hibina-Toundra (selten) als auch in Lujavr-urt (in schönen Platten von beträchtlicher Größe) vorkommt.“

Aus den Lowosero-Tundren stammte das gesamte für die Untersuchung notwendige Material, an welchem Nina Nikolajewna Gutkowa (Нина Николаевна Гуткова) die Erstbeschreibung für das neue Mineral (Ein neues Titano-Silikat – Murmanit aus den Lowosero-Tundren, „Новый титано-силикат – мурманит из Ловозерских Тундр“) durchführte. Den endgültigen Status einer eigenständigen Mineralart mit dem modernen Namen Murmanit erhielt das Mineral in dieser 1930 veröffentlichten Erstbeschreibung. Der Name Murmanit wurde aufgrund der Lage der Fundstellen auf der Kola-Halbinsel gewählt, deren nördlicher Teil in Russland vor 1918 als Murmanküste bezeichnet wurde.
Obwohl seit 1890 bekannt, wurde das Mineral Murmanit in Hintzes den state of the art zusammenfassenden Standardwerk der damaligen Zeit „Handbuch der Mineralogie“ noch nicht aufgeführt. Die erste umfangreichere Arbeit über das Mineral Murmanit stammt – wie oben erwähnt – von Nina Nikolajewna Gutkowa. Im 1938 erschienenen „Ergänzungsband Neue Mineralien“ zum „Handbuch der Mineralogie“ wird das Mineral mit den oben genannten Quellen, insbesondere der Arbeit von Nina Nikolajewna Gutkowa, dann aber ausführlich vorgestellt.
Das Typmaterial für Murmanit wird unter den Katalognummern 25852-25854 und 25862-25863 in der Systematischen Sammlung des Mineralogischen Museums, benannt nach A. J. Fersman (Alexander Jewgenjewitsch Fersman) der Russischen Akademie der Wissenschaften in Moskau aufbewahrt.
Aufgrund der Entdeckung und Erstbeschreibung vor 1959 (tatsächlich vor über 130 Jahren) zählt der Murmanit zu den Mineralen, die von der International Mineralogical Association (IMA) als Grandfathered bezeichnet werden und keine eigentliche IMA-Nummer besitzen. Im Zuge der von der IMA im Jahre 2016 anerkannten Aufstellung der neuen Seidozerit-Supergruppe mit vier Untergruppen wurde Murmanit neu definiert und wird in der aktuellen „IMA List of Minerals“ statt mit einer IMA-Nummer mit der Sammelbezeichnung „2016 s.p.“ („Special Procedure“) geführt.

## Klassifikation
Bereits in der veralteten 8. Auflage der Mineralsystematik nach Strunz gehörte der Murmanit zur Mineralklasse der „Silikate und Germanate“ und dort zur Abteilung der „Gruppensilikate (Sorosilikate)“, wo er zusammen mit Betalomonosovit (β-Lomonosovit, β-Lomonossowit), Epistolit und Lomonosovit (Lomonossowit) die „Murmanit-Epistolit-Gruppe“ mit der System-Nr. VIII/B.11 bildete.
Im zuletzt 2018 überarbeiteten und aktualisierten Lapis-Mineralienverzeichnis nach Stefan Weiß, das sich aus Rücksicht auf private Sammler und institutionelle Sammlungen noch nach dieser alten Form der Systematik von Karl Hugo Strunz richtet, erhielt das Mineral die System- und Mineral-Nr. VIII/C.14-040. In der „Lapis-Systematik“ entspricht dies ebenfalls der Abteilung „Gruppensilikate“, wobei in den Gruppen VIII/C.07 bis 20 die Gruppensilikate mit der Baugruppe [Si2O7]6− und tetraederfremden Anionen (O,OH,F) eingeordnet sind. Murmanit bildet hier zusammen mit Shkatulkalith, Jinshajiangit, Perraultit, Surkhobit, Epistolit, Bornemanit, Lomonosovit, Vuonnemit, Innelit, Phosphoinnelit, Yoshimurait, Bussenit, Quadruphit, Sobolevit und Polyphit die „Murmanit-Lomonosovit-Reihe“.
Auch die seit 2001 gültige und von der International Mineralogical Association (IMA) zuletzt 2009 aktualisierte 9. Auflage der Strunz’schen Mineralsystematik ordnet den Murmanit in die Abteilung der „Gruppensilikate (Sorosilikate)“ ein. Diese ist allerdings weiter unterteilt nach der Struktur der Silikatgruppen, der möglichen Anwesenheit zusätzlicher Anionen und der Koordinationszahl der beteiligten Kationen, so dass das Mineral entsprechend seiner Zusammensetzung und seinem Aufbau in der Unterabteilung „Si2O7-Gruppen mit zusätzlichen Anionen; Kationen in oktaedrischer [6] und größerer Koordination“ zu finden ist, wo es als bislang einziges Mitglied die „Murmanit-Gruppe“ mit der System-Nr. 9.BE.27 bildet.
Die vorwiegend im englischen Sprachraum gebräuchliche Systematik der Minerale nach Dana ordnet den Murmanit ebenfalls in die Klasse der „Silikate und Germanate“ und dort in die Abteilung der „Gruppensilikate“ ein. Hier ist er als bislang einziger Vertreter in der „Murmanitgruppe“ mit der System-Nr. 56.02.07 innerhalb der Unterabteilung „Gruppensilikate: Si2O7-Gruppen und O, OH, F und H2O mit Kationen in [4] und/oder >[4]-Koordination“ zu finden.

## Chemismus
Bereits Wilhelm Ramsay konnte in seinem damaligen „neuen Mineral (3)“ Gehalte an Natrium, Kalium, Calcium, Eisen, Cer (und Didym, Lanthan), Magnesium, Titan und Silizium nachweisen. Da er selber darauf hinwies, dass „es von Einschlüssen von den anderen Mineralen des Gesteins […] im Dünnschliffe [wimmelt]“, dürften zumindest Teile dieses Inventars auf Einschlüsse und/oder Verunreinigungen zurückzuführen sein.
Eine der ersten nasschemischen Analysen stammt von Irina Dmitriewna Borneman-Starynkewitsch (russisch Иринаы Дмитриевнаы Борнеман-Старынкевич) und wurde an einem Murmanit aus dem Flusstal des Tschinglusuai durchgeführt. Sie lieferte 30,06 % SiO2; 38,24 % TiO2; 2,08 % ZrO2; 2,33 % Fe2O3; 0,30 % FeO; 2,30 % MnO; 2,56 % CaO; 0,35 % MgO; 10,38 % Na2O; 0,83 % K2O; 6,03 % H2O− und 4,17 % H2O+ (Summe 99,63 %).
Eine Elektronenstrahlmikroanalyse an Murmanit aus dem in Foyaiten sitzenden Mikroklin-Natrolith-Gang No. 18 am Berg Eweslogtschorr in den Chibinen ergab 29,69 % SiO2; 26,89 % TiO2; 0,09 % Al2O3; 2,14 % FeO; 1,26 % MgO; 5,41 % CaO; 0,82 % SrO; 3,62 % MnO; 10,51 % Nb2O5; 5,01 % Na2O und 0,59 % K2O (Summe 86,02 %, keine Gehalte an ZrO2, V2O5 und P2O5 nachweisbar; Gehalte an H2O nicht bestimmt).
Die offizielle Formel der IMA für Murmannit lautet Na2Ti2Na2Ti2(Si2O7)2O4(H2O)4. Sie ähnelt der von Victor N. Yakovenchuk und Kollegen für den Murmanit angegebenen Formel Na2Ti2[Si2O7]O2·2H2O. Yakovenchuk und Kollegen geben allerdings als Idealformel Na3Ti3NbSi4O18·4H2O an, welche idealerweise Gehalte von 30,90 % SiO2; 30,81 % TiO2; 17,08 % Nb2O5; 11,95 % Na2O und 9,26 % H2O und damit erhebliche Gehalte an Niob erfordert.
Von Elena Sokolova und Fernando Cámara wird die allgemeine Formel für den TS-Block der Titansilikate wie folgt angegeben:
AP2BP2MH2MO4(Si2O7)2X4+n, mit:
- MH2 und MO4 sind Kationen der H- und O-Schichten
- MH = Ti, Nb, Zr, Y, Mn, Ca + SEE, Ca
- MO = Ti, Zr, Nb, Fe3+, Fe2+, Mg, Mn, Zn, Ca, Na
- AP und BP = sind Kationen der peripheren (P) Schichten = Na, Ca + SEE, Ca, Zn, Ba, Sr, K
- X = Anionen = O2−, OH−, F−, H2O
- X4+n = XO4 + XPn, n = 0, 1, 1,5, 2, 4
- XP = XPM und XPA = apikale Anionen der MH- und AP-Kationen der Peripherie des TS-Blocks
- Die Stöchiometrie des Kernteils des TS-Blocks, MH2MO4(Si2O7)2XO4, ist in allen Strukturen invariant.[8]

Elena Sokolova und Fernando Cámara zufolge lauten die Formeln für Murmanit wie folgt:
- Idealformel: Na2Ti2Na2Ti2(Si2O7)2O4(H2O)4
- Kurzform für die Idealformel: Na4Ti4(Si2O7)2O4(H2O)4

Die alleinige Elementkombination Na–Ti–Si–H–O, wie sie der offiziellen Formel der IMA für den Murmanit zu entnehmen ist, weisen unter den derzeit bekannten Mineralen (Stand 2021) neben Murmanit nur Ivanyukit-Na und Ivanyukit-Na-C, beide Na2Ti4(SiO4)3(OH)2O2·6H2O, Ivanyukit-Na-T, Na2Ti4(SiO4)3(OH)O3·7H2O, sowie Penkvilksit, Na4Ti2Si8O22·4H2O, auf.
Murmanit ist Namensgeber der Murmanit-Gruppe, die wiederum in die von Elena Sokolova und Fernando Cámara aufgestellte Seidozerit-Obergruppe (Seidozerit-Supergruppe) gestellt wird. Unabhängig von den Beziehungen zu den anderen Vertretern der Murmanit-Gruppe und der Seidozerit-Obergruppe ist Calciomurmanit, (Na,◻)2Ca(Ti,Mg,Nb)4[Si2O7]2O2(OH,O)2(H2O)4, das Na-Ca-geordnete Analogon zum Murmanit.

## Kristallstruktur

Räumliche Darstellung der Struktur von Murmanit in kationenzentrierter polyedrischer Darstellung in der kristallografischen Standardaufstellung. Der orangefarbene Umriss zeigt die Einheitszelle.
Farblegende:

Murmanit kristallisiert im triklinen Kristallsystem in der Raumgruppe P1 (Raumgruppen-Nr. 2) mit den Gitterparametern a = 5,388 Å; b = 7,058 Å; c = 12,176 Å; α = 93,511°; β = 107,943° und γ = 90,093° sowie einer Formeleinheit pro Elementarzelle.
Wie Ramiza K. Rastsvetaeva und Kollegen ausführen, beruhen die Kristallstrukturen der meisten Schichtsilikatminerale auf zweidimensionalen Schichten, die aus verschiedenen Arten von Modulen bestehen. Jedes Modul enthält eine zentrale, oktaedrische O-Schicht aus M-zentrierten Oktaedern mit gemeinsamen Kanten, die entweder mit einer oder zwei Schichten aus Si-zentrierten Tetraedern (T-Schichten) oder (im Fall von Heterophyllosilikaten) mit zwei gemischten heteropolyedrischen H-Schichten (welche Si-zentrierte Tetraeder und L-zentrierte Oktaeder oder „Semioktaeder“ genannte tetragonale Pyramiden enthalten) verknüpft sind. In Heterophyllosilikaten wie dem Murmanit sind die O- und H-Schichten über gemeinsame Sauerstoff-Atome so miteinander verknüpft, dass sie HOH-Module bilden, welche die Werte von zwei Gitterparametern bestimmen: ≈ 5,4 Å und ≈ 7,1 Å (üblicherweise als a und b bezeichnet). Heterophyllosilikate lassen sich formal aus reinen Phyllosilikaten ableiteten, indem tetraedrische (T) Schichten durch gemischte (heteropolyedrische) Schichten, die entweder fünffach oder sechsfach koordinierte L-Kationen enthalten, ersetzt werden.
Die Minerale mit einem TS-Block (Titan-Silikat-Block) besitzen sehr interessante Strukturen mit komplizierter chemischer Zusammensetzung. Der TS-Block besteht aus einem zentralen O-Schicht (O = oktaedrisch) und zwei benachbarten H-Schichten (H = heteropolyedrisch). Ti ist ein topologiebestimmendes Kation des TS-Blocks. Ti kommt in der O-Chicht und zwei H-Schichten vor. In der O-Blatt kann Ti durch Nb, Zr, Fe3+, Mg und Mn (in sieben TS-Blockmineralien) ersetzt werden; in der H-Schicht kann Ti nur durch Nb ersetzt werden (in acht TS-Block-Mineralen). Wenn also von Ti-dominanten Positionen gesprochen wird, sind auch Nb-, Zr-, Fe3+- und Mg-dominante Positionen sowie (TiMn)-Positionen eingeschlossen. Außerhalb des TS-Blocks kommen in den Kristallstrukturen dieser Minerale neben den Si2O7-Gruppen drei weitere komplexe Anionen (PO4)3−, (SO4)2− und (CO3)2− vor. Da Titan-Disilikat-Minerale mit dem TS-Block oft eng miteinander verwachsen sind und Zwillingsbildung ein verbreitetes Merkmal vieler TS-Block-Minerale ist, ist eine Charakterisierung dieser Minerale oft schwierig. Kristallstrukturlösungen (und Verfeinerungen) sind daher keine trivialen Aufgaben.
Elena Sokolova und Fernando Cámara unterteilen die Minerale der Seidenozerit-Obergruppe anhand ihres Ti-Gehalts (+ Nb + Zr + Fe3+ + Mg + Mn), der Topologie und der Stereochemie des TS-Blocks in vier Gruppen: In der Rinkit-, Bafertisit-, Lamprophyllit- bzw. Murmanit-Gruppe beträgt die Anzahl der Ti-Atome (+ Nb + Zr + Fe3+ + Mg + Mn) = 1, 2, 3 bzw. 4 Atome pro Formeleinheit (apfu). Alle TS-Block-Strukturen bestehen entweder nur aus TS-Blöcken oder aus zwei Arten von Blöcken: dem TS-Block und einem I-Block (I = Intermediär), der Atome zwischen zwei TS-Blöcken umfasst. In der Regel besteht der I-Block aus Alkali- und Erdalkali-Kationen, H2O-Gruppen und Oxyanionen (PO4)3−, (SO4)2− und (CO3)2−.
In der Murmanit-Gruppe ist der TS-Block durch Ti (+ Mg + Mn) = 4 apfu gekennzeichnet; Ti kommt in der O-Schicht (2 apfu) und in der H-Schicht (2 apfu) vor. Hier tritt der Verknüpfungstyp 3 auf: Si2O7-Gruppen der beiden H-Schichten verbinden sich entlang t1 mit zwei Ti-Oktaedern der O-Schicht; 2 MO = Ti, (TiMn), selten Mg; 2 MO = Na; [6,5]MH = Ti; AP = Na, selten Ca, Ba und Zn.
In den Mineralen der Murmanit-Gruppe gibt es zwei Arten der Selbstverknüpfung von TS-Blöcken:
- TS-Blöcke sind nicht direkt miteinander verbunden, zusätzliche Kationen kommen im I-Raum nicht vor (m = 0) und die TS-Blöcke sind durch Wasserstoffbrückenbindungen von H2O-Gruppen an den XP-Positionen verbunden, wie in Murmanit sensu stricto
- die TS-Blöcke sind nicht direkt verbunden, und es existieren zusätzliche Schichten von Kationen im I-Block zwischen benachbarten TS-Blöcken wie in Polyphit (m = 6).[8]

Nach den Untersuchungen von Fernando Cámara und Kollegen sind im Murmanit die Kationen-Positionen wie folgt besetzt: In der O-Schicht werden zwei Kationen-Positionen durch O-Atome koordiniert: die Ti-dominante Position Ti(2) mit der Zusammensetzung Ti1,40Nb0,29Mn0,19Mg0,07Fe3+0,04Zr0,01 und die Na-dominante Position Na(2). In der H-Schicht ist die Ti(1) (= MH)-Position hauptsächlich von Ti besetzt und wird von fünf O-Atomen und einer H2O-Gruppe, O(10), koordiniert. Ferner existieren zwei tetraedrisch koordinierte, von Si besetzte Positionen. Bei den peripheren (P)-Positionen wird die Na(1)-Position (= AP) von sieben O-Atomen und einer H2O-Gruppe, O(11), koordiniert und ist hauptsächlich von Na, untergeordnet mit Ca und wenig K, besetzt. In Murmanit gibt es keine freien Kationenplätze – alle Kationenplätze sind zu 88–100 % besetzt. Bindungsvalenzüberlegungen weisen darauf hin, dass es in der Kristallstruktur von Murmanit keine OH-Gruppen gibt – daher beträgt die Gesamtzahl der Anionen zweiundzwanzig, nämlich O18(H2O)4 a.p.f.u. Die (vereinfachte) Idealformel des Murmanits kann als Na4Ti4(Si2O7)2O4(H2O)4 ausgedrückt werden.

## Eigenschaften

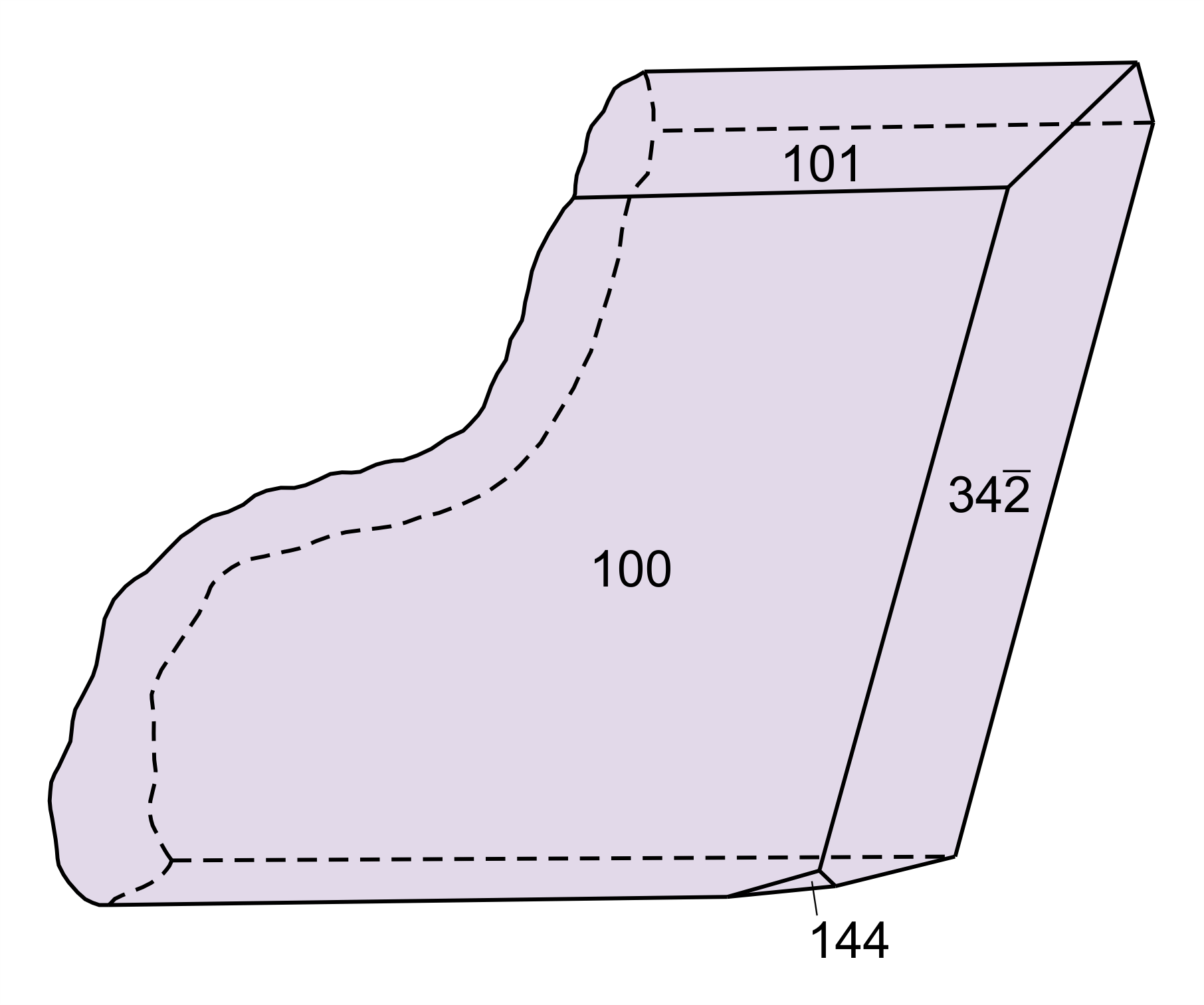
Kristallzeichnung eines Murmanit-Realkristalls

### Morphologie
Murmanit bildet nur selten gut ausgebildete Kristalle, die dann bis zu 2 cm Größe erreichen können. Aus einem Aegirin-Mikroklin-Gang in Urtiten am Berg Raswumtschorr in den Chibinen wurden bräunlich-rosafarbene, tafelförmige Murmanit-Kristalle mit „quadratischem“ Querschnitt und einem Durchmesser von bis zu 6 cm geborgen. Bereits in der Erstbeschreibung wurde festgestellt, dass die Kristalle nur sehr schlecht ausgebildet sind. Die tragende Form ist das Pinakoid {100}. Zur Tracht gehören nach Nina Nikolajewna Gutkowa ferner das Basispinakoid {001}, {101}, {201}, {144} und {342}.
Viel häufiger sind flockige und blätterige sowie radialstrahlige und feinkörnige Aggregate, welche andere Minerale poikilitisch einschließen. An der Grenze zwischen Mikroklin- und natrolitreichen Zonen im Mikroklin-Natrolith-Gang No. 18 in gneisartigem Foyait am Berg Eweslogtschorr fanden sich monomineralische, gräulich-rosafarbener Murmanit-Trümer bis zu 3 cm Breite und Sphärolithe aus lamellaren Kristallen bis zu 1 cm Durchmesser. Vollständige Pseudomorphosen von Murmanit nach tafelförmigen Lomonosovit-Kristallen (bis zu 8 cm Durchmesser), die von Pseudomorphosen von Komarovit und Nenadkevichit nach Vuonnemit begleitet wurden, traten in einem natrolithisierten Sodalith-Gang in Rischorriten am Berg Kukiswumtschorr (Kirower Erzbergwerk, +252-m-Sohle) auf. In Urtiten am Berg Koaschwa fand sich gräulich-rosafarbener, großblätteriger Murmanit in 3–5 mm breiten Trümmern.
Murmanit kann im Ergebnis einer hydrothermalen Alteration von Lomonosovit entstehen. Wirken hydrothermalen Lösungen auf Murmanit ein, wandelt sich das Mineral in eine Mixtur aus Anatas, Opal und Manganoxiden um.

### Physikalische und chemische Eigenschaften

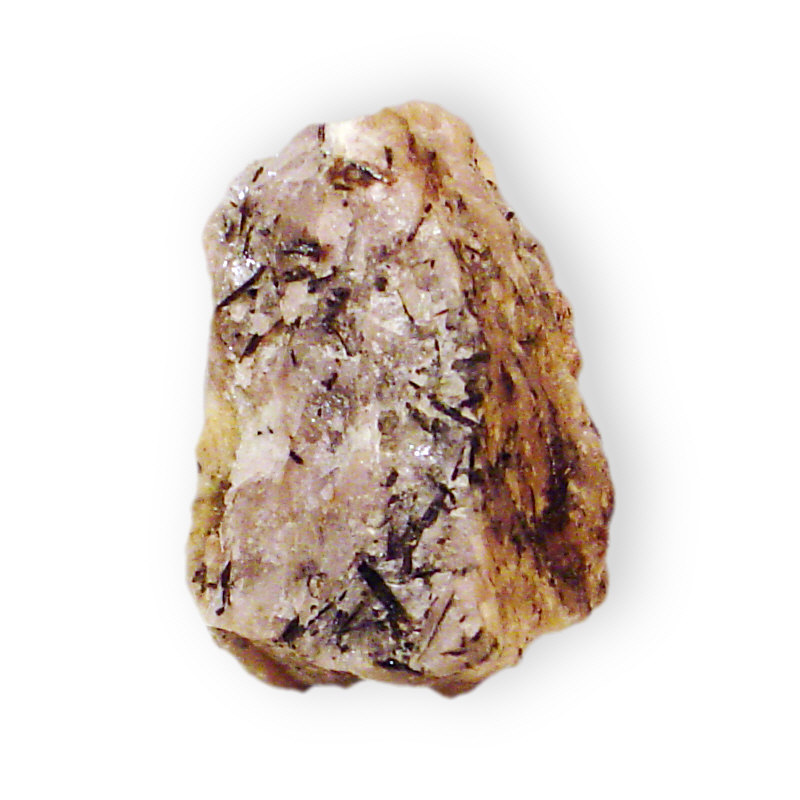
Murmanit mit Aegirin aus einem Pegmatit in den Chibinen, Halbinsel Kola, Oblast Murmansk, Russland

Die Farbe der Kristalle und Aggregate des Murmanits ist im frischen Zustand violett bis leuchtend rosa, bei beginnender Verwitterung bronze- oder silberfarben mit gelblichem oder rosafarbenem Stich, später gelb, braun, zimtbraun oder schwarz. Ihre Strichfarbe ist kirschrot, bei Verwitterung blassviolett bis fast weiß. Die Oberflächen des opaken, nur in dünnen Plättchen durchscheinenden Murmanits zeigen einen halbmetallartigen Glanz, auf frischen Spaltflächen hingegen Metallglanz und auf Bruchflächen Fettglanz. Murmanit besitzt eine diesem Glanz entsprechende hohe Lichtbrechung (nα = 1,682–1,735; nβ = 1,765–1,770; nγ = 1,807–1,839) und eine gleichfalls hohe Doppelbrechung (δ = 0,104). Unter dem Polarisationsmikroskop ist der zweiachsig negative Murmanit im durchfallenden Licht hellrosa bis bräunlich oder mattgrau und zeigt einen starken Pleochroismus von X = hellrosa über Y = hellbraun nach Z = rosabraun bis dunkelbraun.
Murmanit besitzt eine sehr vollkommene Spaltbarkeit nach {001} und unvollkommene Spaltbarkeiten nach zwei weiteren Richtungen. Er bricht aufgrund seiner Sprödigkeit aber ähnlich wie Amblygonit bzw. Galenit, wobei die Bruchflächen uneben (wie beim Amblygonit) oder stufig (wie beim Galenit) ausgebildet sind. Infolge dieser drei verschiedenen Spaltbarkeiten zerfällt Murmanit leicht in einzelne Stücke. Das Mineral weist eine Mohshärte von 2 bis 3 auf und gehört damit zu den weichen bis mittelharten Mineralen, die sich ähnlich gut wie das Referenzmineral Gips mit dem Fingernagel noch ritzen lassen. Die gemessene Dichte für Murmanit wurde in der Erstbeschreibung für frisches Material mit 2,84 g/cm³, für verwittertes Material mit 2,64 g/cm³ angegeben und kann entsprechend neueren Veröffentlichungen zwischen 2,76 und 2,84 g/cm³ variieren. Die berechnete Dichte beträgt 3,00 g/cm³.

### Chemische Eigenschaften
Murmanit ist vor dem Lötrohr leicht schmelzbar. Er löst sich leicht in Schwefelsäure, H2SO4, und Salzsäure, HCl. In Salzsäure bildet er ein deutliches Kieselsäureskelett, welches das polarisiertes Licht nicht beeinflusst. Bei der Auflösung in Schwefelsäure ergibt sich eine rosa Farbe, was auf einen höheren Oxidationszustand von Mangan hinweist.

## Bildung und Fundorte

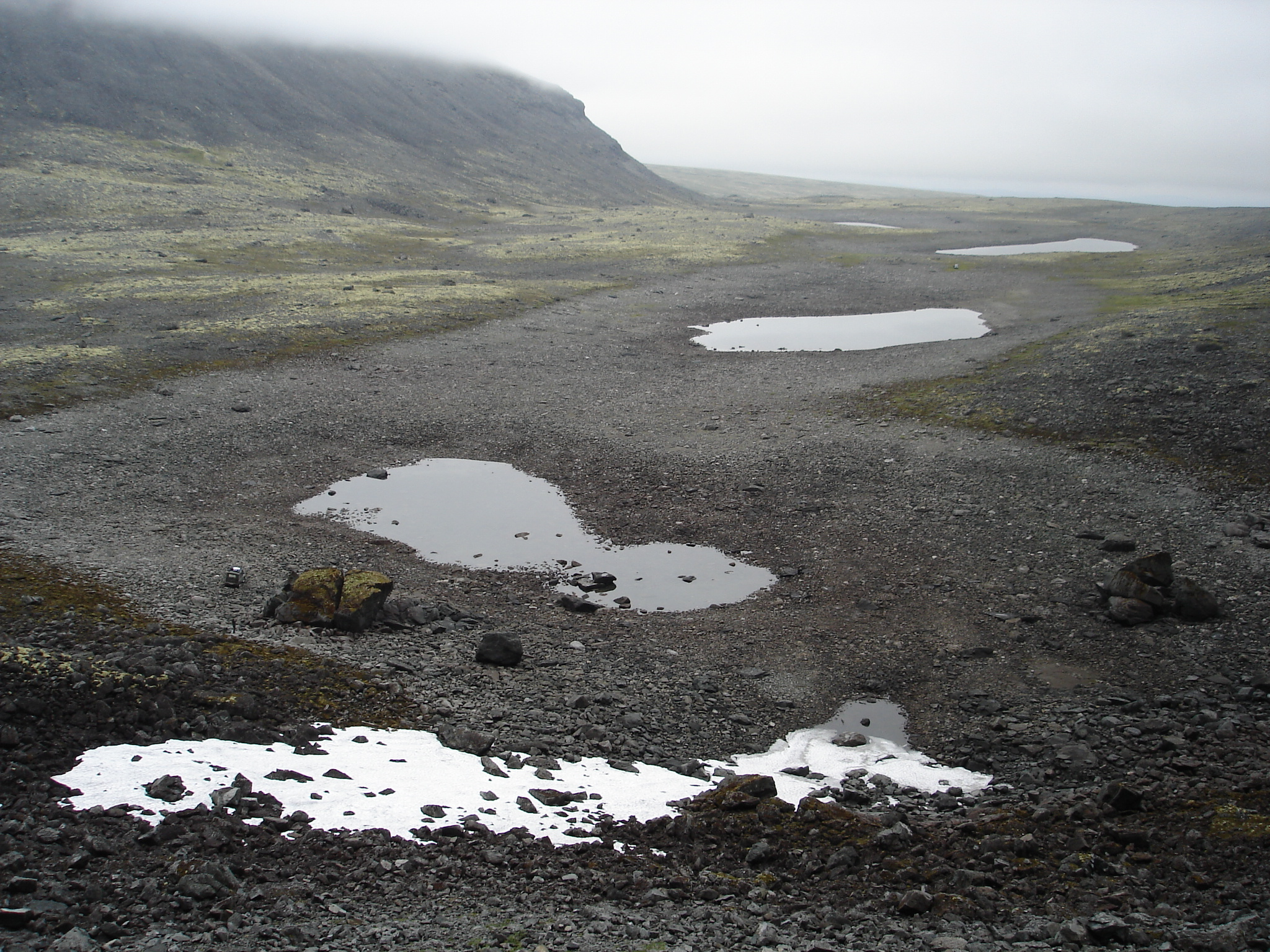
Die Raslak-Kare am Berg Kedykwerpachk in den Lowosero-Tundren stellen eine der beiden Typlokalitäten für Murmanit dar

Murmanit ist ein weltweit sehr seltenes, nur auf der Kola-Halbinsel und hier in den Lowosero-Tundren etwas weiter verbreitetes Mineral. Er kommt ausschließlich in stark alkalischen Gesteinen vor und ist hier als typisches akzessorisches Mineral, mitunter sogar als gesteinsbildendes Mineral, in Lujavriten, Foyaiten, Urtiten, Naujaiten (agpaitische Foidsyenite mit hauptsächlich Nephelin und Sodalith) und Taviten (hauptsächlich aus Sodalith und Aegirin bestehende Sodalithite) des Lowosero-Massivs relativ weit verbreitet. In Pegmatiten ist das Mineral seltener. In gut differenzierten Pegmatitkörpern wird Murmanit in den äußeren, feinkörnigen Feldspat-Aegirin-Zonen, seltener in den zentralen, hauptsächlich aus Natrolith bestehenden Teilen, beobachtet. In schlecht differenzierten Pegmatiten ist das Auftreten von Murmanit auf die aegirinreichen Zentralteile beschränkt. In den Chibinen wird es in vor allem in Rischorriten und Melteigiten–Urtiten (z. B. am Eweslogtschorr, Raswumtschorr und Koaschwa) gefunden. Hier stellt es ein Sekundärmineral dar, welches in der Folge einer hydrothermalen Alteration von Lomonosovit gebildet wurde. Im grönländischen Alkaligesteinskomplex Ilímaussaq tritt Murmanit in den porphyrartigen Alkaligesteinen der Lagerstätte Kvanefjeld auf.
In den Gesteinen der Lowosero-Tundren ist Murmanit mit Kaliumfeldspat (Mikroklin), Nephelin, Aegirin, Sodalith, Eudialyt und Lamprophyllit vergesellschaftet.
Weitere Begleitminerale sind Lomonosovit, Arfvedsonit, Neptunit, Albit, Natrolith, Analcim, Lorenzenit, Rinkit und Ussingit.
Fotos in der Datenbank Mindat.org zeigen als Parageneseminerale des Murmanits ferner Opal, Zorit und Manganoneptunit.
Als seltene Mineralbildung wurde der Murmanit bisher (Stand 2021) erst von ca. 30 Fundpunkten beschrieben.
Für den Murmanit existieren zwei gemeinsame (Co-)Typlokalitäten: das Flusstal des Tschinglusuai (russisch Чинглусуай) und die Raslak-Kare (Цирки Раслака) am Berg Kedykwerpachk (Кедыкверпахк), beide in den Lowozero-Tundren im Rajon Lowozero in der Oblast Murmansk auf der Halbinsel Kola in Russland. Bis auf wenige Ausnahmen befinden sich alle weiteren Fundstellen für Murmanit in den Chibinen und den Lowosero-Tundren. Zu diesen gehören:
- in den Lowosero-Tundren
  - der 1996 entdeckte, agpaitische, intensiv hydrothermal überprägte und extrem Na-, CO2- und relativ Si-reiche Pegmatit Schomiokitowoe (Шомиокитовый пегматит) und der Pegmatit Katapleitowoe (Катаплеитовый пегматит), beide in der Grube Umbozero, sowie der Murmanit-Gang (Мурманитовая жила) im Tagebau Umbozero Nord (Северный карьер) im Berg Alluaiw
  - das Flusstal des Angwundasjok (Ангвундасйок) nordöstlich des Berges Angwundastschorr (Ангвундасчорр)
  - die Pegmatite No. 60–62 (Пегматити № 60–62) am rechten Hang des zweiten östlichen Bachs (2-й Восточный ручей) am Berg Karnassurt (Карнасурт)
  - der ultraalkalische, 26 m lange und etwa 1 m dicke Pegmatit Jubilejnaja-2 (пегматит Юбилейная-2) in der Grube Karnassurt (in den Bergen Karnassurt und Kedykwerpachk mit den beiden Grubenbereichen Karnassurt und Kedyk)
  - der Pegmatit No. 13 (Bärenhöhle, Медвежья берлога) am Bach Tjulbnjunuai (Тюльбнюнуай ручей) unweit des Berges Kedykwerpachk
  - der Pegmatit No. 71 (Пегматит № 71) am Berg Maly Punkaruaiw (Малый Пункаруайв)
  - der Pegmatit No. 20 (Пегматит № 20) am Berg Kitknjun (Киткнюн)
  - der Pegmatit No. 19 (Пегматит № 19) am Berg Kuftnjun (Куфтньюн)
  - der Berg Mannepachk (Маннепахк)
  - der Aufschluss am Berg Pjalkinporr (Пялкинпорр проявление)
  - der bis zu 10 m lange und 0,5 m dicke Pegmatit No. 66 (Пегматит № 66) am Berg Sengistschorr (Сенгисчорр) mit Funden von violettem Murmanit in der Randzone, hauptsächlich aber in der zentralen Ussingitzone
  - der Berg Suoluaiw (Суолуайв)
  - der Iwnjak-Aufschluss (Ивняк проявление) am Berg Selsurt (Сэлсурт, bekannt auch als Berg Flora, гора Флора)
  - der Kusmenkoitowaja-Punkt (Кузьменкоитовая точка) auf dem Flora-Plateau (Флора участок) am Berg Selsurt
  - der bereits von Wasilij Iwanowitsch Gerasimowskij im Jahre 1939 untersuchte Pegmatit No. 65 (Пегматит № 65), der sich im Mittellauf des Flusstals des Tschinglusuai befindet und eine große Ansammlung von Naujaiten und ihren Pegmatiten darstellt
- in den Chibinen, Oblast Murmansk, Halbinsel Kola, Russland
  - der Eudialyt-Pass zwischen den Bergen Kuelporr und Kukiswumtschorr
  - der Gang No. 3 und der in gneisartigem Foyait sitzende Mikroklin-Natrolith-Gang No. 18 am Berg Eweslogtschorr (Эвеслогчорр)
  - der Berg Kaskasnjuntschorr (Каскасньюончорр)
  - Aufschlüsse in Urtiten im Tagebau Wostotschny (Восточный рудник) am Berg Koaschwa (Коашва) und im Tagebau Njorkpachk (Ньоркпахкский карьер)
  - ein Aegirin-Mikroklin-Gang in Urtiten am Berg Raswumtschorr (Расвумчорр)
  - ein in Rischorriten sitzender natrolithisierter Sodalith-Gang am Berg Kukiswumtschorr (Kirower Erzbergwerk, +252-m-Sohle) (Кукисвумчоррский рудник)
  - der Eisenbahntunnel Material-Stollen (Материальная штольня) und der Juksporr-Tunnel No. 2 (Юкспорский тоннель № 2) im Berg Juksporr (Юкспорр)
  - der ca. 10 m lange Fersman-Gang (Жила Ферсмана) am Berg Maly Mannepachk (Малый Маннепахк гора), der die Typlokalität für Loparit-(Ce) bildet
- das ultrabasische Alkaligesteinsmassiv Kondjor (Кондёр), Rajon Ajano-Maiski, Region Chabarowsk, Ferner Osten
- der Cancrinit-führende Nephelinsyenit bei Ditrău, Kreis Harghita, Region Siebenbürgen, Rumänien
- der Red Wine Alkaline Complex, Labrador, Neufundland und Labrador, Kanada
- der Kvanefjeld-Stollen der gleichnamigen Lagerstätte, Kvanefjeld (Kuannersuit), Ilímaussaq-Komplex bei Narsaq im gleichnamigen Distrikt der Kommune Kujalleq, Grönland
- die Ilua Bay am Fjord Tunulliarfik, Ilímaussaq-Komplex bei Narsaq, Distrikt Narsaq, Kommune Kujalleq, Grönland
- der 30 km Durchmesser aufweisende, aus Karbonatiten, Melilititen, Nephelinsyeniten, Trachyten, Phonolithen und Basaniten bestehende Lages-Komplex bei Lages im brasilianischen Bundesstaat Santa Catarina

Fundorte für Murmanit aus Deutschland, Österreich und der Schweiz sind damit unbekannt.

## Verwendung
Murmanit besitzt keinerlei ökonomische Bedeutung, ist jedoch aufgrund seiner attraktiv gefärbten Kristalle und Aggregate ein bei Sammlern geschätztes und begehrtes Mineral.